# Gabriela Mag
Gabriela Antunes de Magalhães Pinto, conhecida artisticamente como Gabriela Mag (Itaúna, 26 de fevereiro de 2000), é uma atriz e influenciadora digital brasileira. Ganhou destaque por sua personagem  Tally na série Sintonia, da Netflix. Em 2022, estreou na série Todas as Garotas em Mim, da RecordTV, interpretando Nicole Bittencourt, principal antagonista da série.

## Carreira
Gabriela é uma influenciadora digital que ficou famosa no Instagram postando fotos de moda, beleza e estilo de vida em suas redes sociais. Aos 16 anos, sua vida deu uma guinada após vencer a primeira edição do reality show Cabelo Pantene, exibido pelo SBT. O programa da marca de beleza, apresentado por Hugo Gloss, contou com ampla publicidade e conquistou uma boa audiência na emissora paulistana nas noites de sábado.
Em 2021, estreou como atriz na televisão interpretando a personagem Tally na série Sintonia, da Netflix. Na trama, vive uma influenciadora digital que se torna o interesse amoroso do funkeiro MC Doni. Sua participação se estendeu da segunda até a terceira temporada, exibida em 2022. No mesmo ano, ingressou na Record interpretando Nicole na série Todas as Garotas em Mim, uma jovem popular, invejosa e ambiciosa, descrita como uma "patricinha mimada" que sonha em ascender socialmente a qualquer custo.
Em 2023, fez uma participação especial na série biográfica O Rei da TV, interpretando a apresentadora Angélica em 2003, período em que iniciou o relacionamento com Luciano Huck e apresentava o programa Angel Mix na TV Globo. No ano seguinte, integrou o elenco de A Rainha da Pérsia, vivendo a esposa do príncipe Dario, filho do rei Xerxes. Em 2025, protagonizou a última temporada da série Reis, interpretando a rainha Jezabel, uma figura amplamente lembrada por seu papel como vilã — marcada pela ambição, manipulação e oposição ao Deus de Israel.

## Filmografia

### Televisão
| Ano     | Título                  | Papel              | Notas                            |
| ------- | ----------------------- | ------------------ | -------------------------------- |
| 2021-23 | Sintonia                | Tally              |                                  |
| 2022    | Todas as Garotas em Mim | Nicole Bittencourt |                                  |
| 2023    | O Rei da TV             | Angélica Ksyvickis | Episódio: "De Voltas as Origens" |
| 2024    | A Rainha de Pérsia      | Artainte           |                                  |
| 2025    | Reis                    | Jezabel            |                                  |

### Cinema
| Ano  | Título        | Papel        | Notas        |
| ---- | ------------- | ------------ | ------------ |
| 2020 | Refém         | Ela mesma    | Documentário |
| 2022 | Coisa Publica | Mayara (May) | [ 9 ]        |